# Салман и Зевей

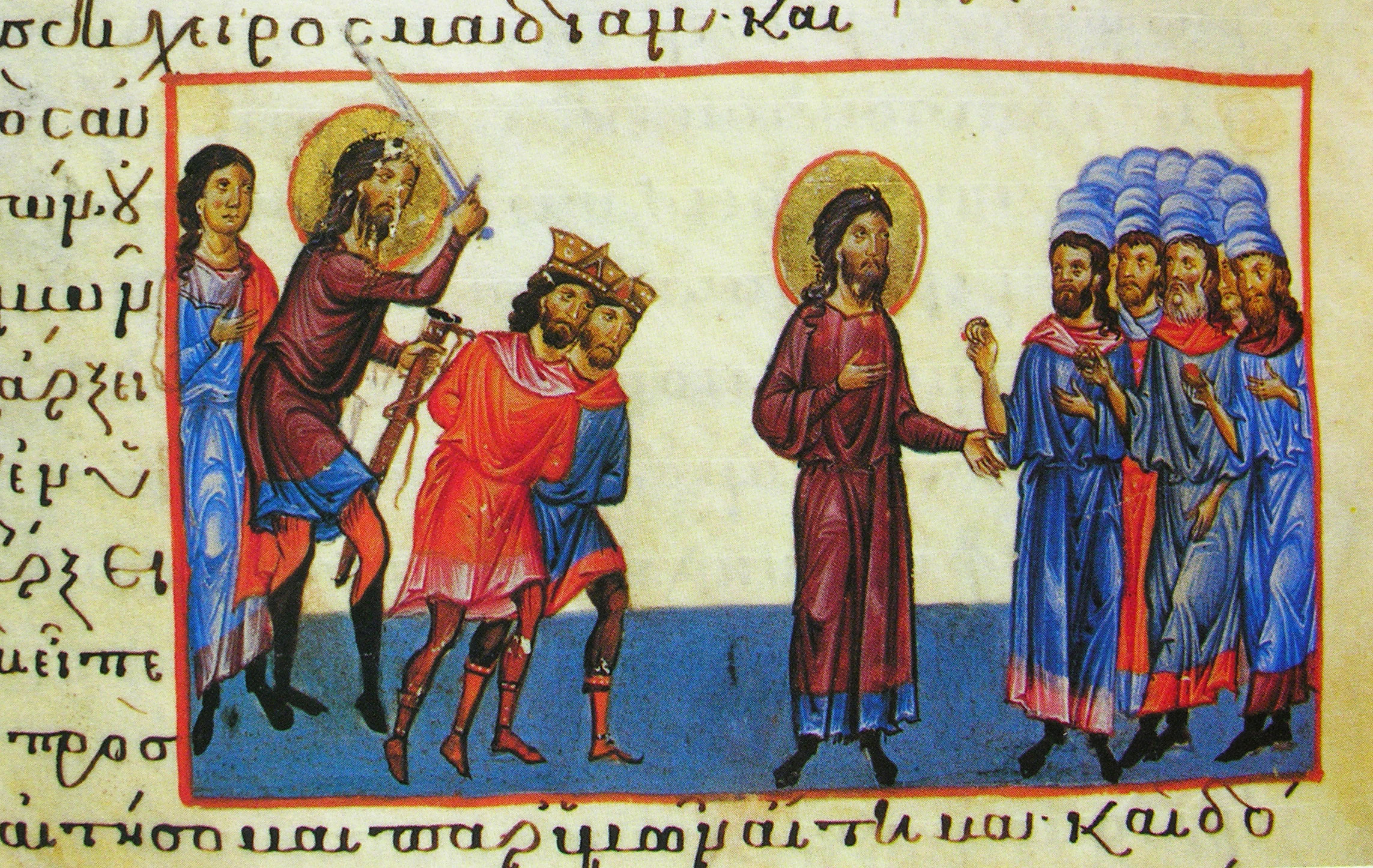
Гедеон убивает Зевея и Салмана, правителей Мадиамских; Византия. XIII в. Октатевх или Восьмикнижие (первые 8 книг Ветхого Завета)

Зевей и Салман — два последних упоминаемых в Ветхом Завете медианитянских царя, живших в XI веке до н. э..
- Имя «Зевей» (ивр. זבח‎ — Зевах) переводится как «жертва», является однокоренным со словом алтарь (ивр. מזבח‎ — мизбеах). Имя сопоставимо с арабским именем Забих.
- Имя «Салман» (ивр. צלמנע‎ — Цалмунна[1]) имеет этимологическую связь со словом «тень» и конвергировано в русском переводе в имя «Салман» вместе с другим именем (ивр. שלמן‎ — Шалмон).

Согласно Книге Судей они стояли во главе войска мадианитян, которые вторглись в землю израильскую. В решающей битве их войско было разбито судьёй Гедеоном. Зевею и Салману удалось бежать за реку Иордан с остатком мадианитянского войска, но они были настигнуты в Каркоре (вероятно, в Хауране) и доставлены к Гедеону. После признания в том, что они лично принимали участие в убийстве братьев Гидеона в Фаворе, были преданы смерти.